# Alpine Village
Alpine Village è un census-designated place degli Stati Uniti d'America, situato nella Contea di Alpine, in California.